# Better Mistakes
| Recensione | Giudizio |
| ---------- | -------- |
| Clash      | 7/10     |

Better Mistakes è il secondo album in studio della cantautrice statunitense Bebe Rexha, pubblicato il 7 maggio 2021 dall'etichetta discografica Warner Bros. Records.

## Descrizione
Secondo quanto dichiarato da Bebe Rexha a People, il tema portante dell'album è quello delle insicurezze. In tale occasione, l'artista ha affermato che l'album parla di temi quali la salute mentale, l'amor proprio, l'inclinazione all'auto sabotaggio, il sentirsi poco adatti per una relazione e più in generale tutto ciò che l'interprete si è trovata ad affrontare per davvero nel periodo in cui ha lavorato al progetto. Dal punto di vista musicale, l'artista ha affermato di aver voluto unire chitarre a suoni classicamente pop, elementi hip hop e vagamente dance che rendessero «ballabili ma non esattamente EDM» alcuni brani.

## Tracce
1. Break My Heart Myself (feat. Travis Barker) – 2:31 (Bebe Rexha, Justin Tranter, Jussi Karvinen)
2. Sabotage – 2:56 (Bebe Rexha, Greg Kursten, Jon Hume, Michael Matosic, Michael Tighe)
3. Trust Fall – 2:30 (Bebe Rexha, Blake Slatkin, Sorana Pacurar, Madison Love)
4. Better Mistakes – 2:15 (Bebe Rexha, Lisa Scinta, Pablo Bowman, Justin Tranter, Peter Rycroft, Richard Boardman)
5. Sacrifice – 2:40 (Bebe Rexha, Pablo Bowman, Peter Rycroft, Matthew Burns)
6. My Dear Love (feat. Ty Dolla Sign e Trevor Daniel) – 2:52 (Bebe Rexha, Justin Tranter, Brian Lee, Andrew Bolooki)
7. Die for a Man (feat. Lil Uzi Vert) – 2:47 (Bebe Rexha, Symere Woods, Michelle Buzz, Nick Mira, Jason Gill)
8. Baby, I'm Jealous (feat. Doja Cat) – 2:55 (Bebe Rexha, Justin Tranter, Jussi Karvinen, Jason Gill, Pablo Bowman, Amala Dlamani)
9. On the Go (feat. Pink Sweats e Lunay) – 2:59 (Bebe Rexha, David Bowden, Jefnier Osorio Moreno, Michael Keenan)
10. Death Row – 3:00 (Bebe Rexha, Justin Tranter, Richard Boardman, Pablo Bowman)
11. Empty – 2:28 (Bebe Rexha, Justin Tranter, Jussi Karvinen, Richard Boardman, Pablo Bowman)
12. Amore (feat. Rick Ross) – 2:54 (Bebe Rexha, William Roberts, Michael Pollack, Nate Cyphert, Alex Schwartz, Joe Khajadourian, Harry Warren, Jack Brooks)
13. Mama – 3:08 (Bebe Rexha, Justin Tranter, Jussi Karvinen, Brian Lee, Freddie Mercury)

## Classifiche
| Classifica (2021-22) | Posizione massima |
| -------------------- | ----------------- |
| Canada               | 57                |
| Croazia              | 25                |
| Stati Uniti          | 140               |